# ミニF
ミニF（ミニエフ）は、タミヤの動力付き自動車模型の一種である。正式名称は「ミニF1シリーズ」。1992年から1993年にかけて組み立てキットが順次発売され、その後生産終了されたが、2006年12月に完成車として再発売された。

## 構造
スケールは1/28に統一されている。動力は単三型乾電池2本でFA-130サイズのモーター1個を動かし、ギヤーの組み合わせにより、後輪を駆動する。また、伝達方式はミニ四駆シリーズとは違い、ピニオンギアから直接スパーギアに動力を伝達するダイレクトドライブ方式となっている。同社の主力商品であるミニ四駆と同じようにパーツを組み立てて作る。どの製品も組み立てに接着剤は一切不要であり、はめ込み又はビス止めで組み立てることのできるスナップフィットキットになっている。
シャシーはミニF用の1種のみである。ミニ四駆との差としてはフォーミュラーカーを元としたため、ミニ四駆と比べてホイールベースが長く、2輪駆動でありまた地上高(シャシー底面高さ)が1mmと非常に低いこと等がある。

## 車種ラインナップ

### ミニF-1シリーズ(組み立てキット)
- ロータス タイプ 102B
  - サイドポンツーンが前に延びた後半戦仕様
- フェラーリ 642
  - ノンタバコ仕様
- ブラウン ティレル ホンダ020
  - モデルは日本GP仕様
- ウィリアムズ FW14 ルノー
  - ノンタバコ仕様
- ジョーダン 191
- フットワーク FA13 無限ホンダ
- ベネトン フォード B192
  - ノンタバコ仕様
- マクラーレン MP4/7 ホンダ
  - ノンタバコ仕様、マルボロシェブロン部分は丸くされている

### ミニF完成車シリーズ
いずれも3.8:1のスピードギアは付属せず5:1の標準ギアのみ付属するが、ゴールドターミナルが装着されている。
- ミニF完成車(レッド)
  - ボディはフェラーリ 642と同形状。
- ミニF完成車(ブルー)
  - ボディはウイリアムズ FW14 ルノーと同形状。元々の成形色はホワイトだったが、ブルーに変更されている。
- ミニF完成車(ホワイト)
  - ボディはマクラーレン MP4/7 ホンダと同形状。
- ミニF完成車(イエロー)
  - ボディはベネトン フォード B192と同形状。